# Alba Ventura
Alba Ventura (Barcelona, 13 de noviembre de 1978) es una pianista catalana con una precoz trayectoria concertística. Realizó su debut como solista a la edad de 13 años con el Concierto n.º 9 "Jeunehomme" en mi bemol mayor KV 271, de W.A. Mozart, con la Orquesta de Cadaqués dirigida por Sir Neville Marriner en San Sebastián y al Auditorio Nacional de Música de Madrid.

## Inicios
Inició sus estudios con Sílvia Llanas y posteriormente ingresa a la Academia Marshall donde estudia con Carlota Garriga y recibe clases magistrales de Alicia de Larrocha. A los once años se le concede una beca para estudiar con Dimitri Bashkirov en la Escuela Superior de Música Reina Sofía. Después de una audición en Berlín, Vladimir Ashkenazy se hace cargo de su desarrollo musical pasando a ser su tutor y organiza sus estudios con la profesora Irina Zaritskaya a la Purcell School del Reino Unido y posteriormente en el Royal College Of Music. Ha recibido clases magistrales de Nikita Magalof, Maria Joao Pires y Radu Lupu. Ganó las audiciones internacionales del Young Concert Artist Trust (YCAT).

## Trayectoria
Ha realizado actuaciones internacionales como solista en los auditorios europeos como el Wigmore Hall, Barbican y St. Martin in the Fields de Londres, Concertgebouw de Ámsterdam, Musikverein de Viena, Ciudad de la Música de París, Laesizhalle de Hamburgo, Köln Philharmonie, Bozar de Bruselas y Sala Svetlanovsky de Moscú, actuando también, además de en las principales salas españolas, en el Auditorio Mario Laserna de Bogotá y en el Auckland Town Hall de Nueva Zelanda. Ha sido dirigida por personalidades como Giovanni Antonini, Howard Griffiths, Miguel Harth-Bedoya, Christopher Hogwood, Salvador Mas, Eiji Oué, Antoni Ros Marbà y Tamas Vasary y ha colaborado con importantes orquestas y conjuntos de cámara, como la Philarmonia Orchestra, Hallé Orchestra, London Mozart Players, Orquesta Filarmónica Nacional de Hungría, la Sinfónica Nacional Checa y las principales orquestas españolas.
Alba Ventura es además una devota músico de cámara y ha colaborado con la pianista Elisabeth Leonskaja, los cuartetos Brodsky, Takacs y Casals; los violinistas Boris Belkin, Gordan Nikolic, Leticia Moreno, Tai Murray y Lina Tur Bonet; la violista Isabel Villanueva y los cellistas David Cohen y Astrig Siranossian.
En la temporada 2009-2010 fue seleccionada como única pianista solista por el programa Rising Stars que promueve ECHO (European Concierto Hall Organisation). Le fue otorgado el premio IMPULSA de la Fundación Príncipe de Girona en el año 2014, la Medalla de la Fundación Isaac Albéniz en el año 2019 y fue ganadora del premio MIN al mejor álbum de música clásica del 2020 en el año 2021 por "Mozart Piano Sonatas Vol. 1".
Alba Ventura es profesora titular en el Conservatorio Superior de Música del Liceo de Barcelona y en la Escuela Superior de Música Forum Musikae de Madrid.

## Discografía
MOZART PIANO SONATAS Vol.1 (2020)
Este doble CD, editado por el sello aglae música y grabado en el Petit Palau de la Música en julio de 2019, contiene las sonatas K.279, K.280, K.285, K.311, K.331 y K.545.
Se trata del primer volumen de lo que será la integral de las Sonatas de Mozart.
ÉTUDES (2016)
Contiene una serie de Estudios para piano. Ha seleccionado una colección de páginas musicales que grandes compositores, que eran también excelentes virtuosos, escribieron pensando en alcanzar la perfección interpretativa.
Se incluyen estudios románticos de Czerny, Mendelsshon, Chopin o Liszt y otros con las innovaciones del siglo XX con autores como Prokofiev, Scriabin, o Rautavaara, 
El resultado es de una gran belleza compatible con la extrema dificultad de las obras interpretadas.
RACHMANINOFF (2009)
Contiene la Sonata nº 2, Op. 36 y Moments Musicaux, Op. 16.